# Tour de França de 1971
L'edició del Tour de França de 1971, 58a edició de la cursa francesa, es disputà entre el 26 de juny i el 18 de juliol de 1971, amb un recorregut de 3.585 km distribuïts en 20 etapes, 2 d'elles amb dos sectors, una en tres, i un pròleg.
Hi van prendre part 130 ciclistes repartits entre 13 equips de 10 corredors, dels quals 94 arribaren a París, destacant l'equip Molteni que finalitzà amb tots els seus ciclistes.
Luis Ocaña, que durant l'11a etapa havia distanciat en quasi 9 minuts el gran favorit final, el belga Eddy Merckx, va patir durant la disputa de la 14a etapa una greu caiguda en el descens del Col de Mente que l'obligà a abandonar, deixant el camí lliure per a la tercera victòria consecutiva de Merckx.
En aquesta edició es realitza el primer trasllat aeri, quan en finalitzar la 12a etapa a Marsella, els ciclistes foren traslladats a Albi, on havien de disputar una contrarellotge. Altres novetats en aquest Tour foren la introducció de les bonificacions a les metes volants i a l'arribada. A més el pròleg es va en la modalitat de contrarellotge per equips.

## Resultats

### Classificació general
| Classificació General                 | Classificació General | Classificació General | Classificació General |
| ------------------------------------- | --------------------- | --------------------- | --------------------- |
| 1.                                    | Eddy Merckx           | Bèlgica               | 96h 45' 14"           |
| 2.                                    | Joop Zoetemelk        | Països Baixos         | + 9' 51"              |
| 3.                                    | Lucien van Impe       | Bèlgica               | + 11' 06"             |
| 4.                                    | Bernard Thévenet      | França                | + 14' 50"             |
| 5.                                    | Joaquim Agostinho     | Portugal              | + 21' 00"             |
| 6.                                    | Leif Mortensen        | Dinamarca             | + 21' 38"             |
| 7.                                    | Cyrille Guimard       | França                | + 22' 58"             |
| 8.                                    | Bernard Labourdette   | França                | + 30' 07"             |
| 9.                                    | Lucien Aimar          | França                | + 32' 45"             |
| 10.                                   | Vicente López Carril  | Espanya               | + 36' 00"             |
| 130 participats, 94 acabaren la cursa |                       |                       |                       |

### Gran Premi de la Muntanya
| 1r | Lucien Van Impe | 228 pts |
| 2n | Joop Zoetemelk  | 179 pts |
| 3r | Eddy Merckx     | 136 pts |

### Classificació de la Regularitat
| 1r | Eddy Merckx     | 202 pts |
| 2n | Cyrille Guimard | 186 pts |
| 3r | Gerben Karstens | 107 pts |

### Classificació per equips
| 1r | Bic |

### Classificació de la combinada
| 1r | Eddy Merckx |

### Etapes
| Etapa   | Data         | Recorregut                          | km        | Guanyador                | Líder            |
| Pròleg  | 26 de juny   | Mülhausen                           | 11 (CRE)  | Molteni                  | Eddy Merckx      |
| 1a (1)  | 27 de juny   | Mülhausen - Basilea                 | 59,5      | Eric Leman               | Marinus Wagtmans |
| 1a (2)  | 27 de juny   | Basilea - Friburg de Brisgòvia      | 90        | Gerben Karstens          | Eddy Merckx      |
| 1a (3)  | 27 de juny   | Friburg de Brisgòvia -Mülhausen     | 74        | Albert van Vlierberghe   | Eddy Merckx      |
| 2a      | 27 de juny   | Mülhausen - Estrasburg              | 144       | Eddy Merckx              | Eddy Merckx      |
| 3a      | 28 de juny   | Estrasburg - Nancy                  | 165,5     | Marinus Wagtmans         | Eddy Merckx      |
| 4a      | 29 de juny   | Nancy - Marche-en-Famenne           | 242       | Jean-Pierre Genet        | Eddy Merckx      |
| 5a      | 30 de juny   | Dinant - Roubaix                    | 208,5     | Pietro Guerra            | Eddy Merckx      |
| 6a (1)  | 1 de juliol  | Roubaix - Amiens                    | 127,5     | Eric Leman               | Eddy Merckx      |
| 6a (2)  | 2 de juliol  | Amiens - Le Touquet                 | 133,5     | Mauro Simonetti          | Eddy Merckx      |
| 7a      | 4 de juliol  | Rungis - Nevers                     | 257,5     | Eric Leman               | Eddy Merckx      |
| 8a      | 5 de juliol  | Nevers - Puy de Dôme                | 221       | Luis Ocaña               | Eddy Merckx      |
| 9a      | 6 de juliol  | Clarmont d'Alvèrnia - Saint-Étienne | 153       | Walter Godefroot         | Eddy Merckx      |
| 10a     | 7 de juliol  | Saint-Étienne - Grenoble            | 188,5     | Bernard Thévenet         | Joop Zoetemelk   |
| 11a     | 8 de juliol  | Grenoble - Orcières-Merlette        | 134       | Luis Ocaña               | Luis Ocaña       |
| 12a     | 9 de juliol  | Orcières-Merlette - Marsella        | 251       | Luciano Armani           | Luis Ocaña       |
| 13a     | 11 de juliol | Albi - Albi                         | 16,5 (CR) | Eddy Merckx              | Luis Ocaña       |
| 14a     | 12 de juliol | Revel - Luchon                      | 214,5     | José Manuel Fuente       | Eddy Merckx      |
| 15a     | 13 de juliol | Luchon - Superbagnères              | 19,5      | José Manuel Fuente       | Eddy Merckx      |
| 16a (1) | 14 de juliol | Luchon - Gourette/Les Eaux Bonnes   | 145       | Bernard Labourdette      | Eddy Merckx      |
| 16a (2) | 14 de juliol | Gourette/Les Eaux Bonnes - Pau      | 57,5 (CR) | Herman van Springel      | Eddy Merckx      |
| 17a     | 15 de juliol | Mont-de-Marsan - Bordeus            | 188       | Eddy Merckx              | Eddy Merckx      |
| 18a     | 16 de juliol | Bordeus - Poitiers                  | 244       | Jean-Pierre Danguillaume | Eddy Merckx      |
| 19a     | 17 de juliol | Blois - Versalles                   | 185       | Jan Krekels              | Eddy Merckx      |
| 20a     | 18 de juliol | Versalles - París                   | 54 (CR)   | Eddy Merckx              | Eddy Merckx      |